# Cantone di Lomas de Sargentillo
Il Cantone di Lomas de Sargentillo è un cantone dell'Ecuador che si trova nella Provincia del Guayas.
Il capoluogo del cantone è Lomas de Sargentillo.